# Joseph Ashbrook
Joseph Ashbrook, ameriški astronom, * 4. april 1918, Philadephia, Pensilvanija, ZDA, † 4. avgust 1980.

## Delo
Bil je eden izmed prvih, ki so proučevali kefeidne spremenljivke.
Je soodkritelj periodičnega kometa 47P/Ashbrook-Jackson.
Njemu v čast so poimenovali asteroid 2157 Ashbrook in krater na Luni.
1. 1 2  SNAC — 2010.